# V Pískovně (rybník)
Rybník V Pískovně, někdy jen krátce Pískovna, se nachází na rozhraní Dolních Počernic a Hostavic v Praze. Vznikl z bývalé pískovny, zarostlé dřevinami a postupně zatopené. Je hlavní částí Přírodní rezervace V pískovně.

## Popis a historie
Lokalita, která je necelých 300 m západně pod rybníkem Martiňák, byla pro těžbu písku využívána především na přelomu 19. a 20. století. Ve druhé polovině 20. století byla těžba ukončena a dno opuštěné pískovny, které bylo asi 2 až 3 m pod okolním terénem, postupně zarostlo náletovými dřevinami. Později začala do bývalé pískovny prosakovat voda a přirozenou cestou tu vznikla mokřadní společenstva a významné hnízdiště ptactva.
V 80. letech 20. století byla upravena koryta Rokytky a Svépravického potoka, mezi nimiž Pískovna leží, a byl vybudován přítok se stavidlem. Ty stromy, které byly po dalším zvýšení hladiny vody zatopené, většinou odumřely a zůstaly z nich pahýly vyčnívající z vody. V roce 1988 bylo okolí Pískovny vyhlášeno přírodní rezervací.
V letech 2009–2010 bylo provedeno odbahnění a revitalizace nádrže, přitom byl ponechán její velmi nepravidelný tvar a nezasahovalo se do mokřadní vegetace v břehových partiích. Zůstaly zachovány i zatopené stromy, mrtvé dřevo a trsy ostřice. V severní části, kde rybník sousedí se zahrádkářskou kolonií, byl břeh upraven jako kolmý pro možnost hnízdění ledňáčka říčního. Bylo zřízeno nové vypouštěcí zařízení a bezpečnostní přeliv.
Při terénních úpravách vznikl i malý písečný ostrov, který vyhledává např. vzácný kulík říční. V rákosových porostech běžně hnízdí kachny, lysky a slípky zelenonohé, vyskytuje se ale i potápka roháč či chřástal vodní. Z obojživelníků se tu vyskytuje skokan zelený i skokan hnědý a ropucha obecná, z vodních bezobratlých bahnitka hladká. Z hmyzu např. motýli travařík velký nebo zdobníček rákosinový a vlhkomilné druhy střevlíkovitých brouků.
Hladina rybníka je nejlépe pozorovatelná ze západního nebo z jihozápadního břehu. 